# Año Internacional del Libro

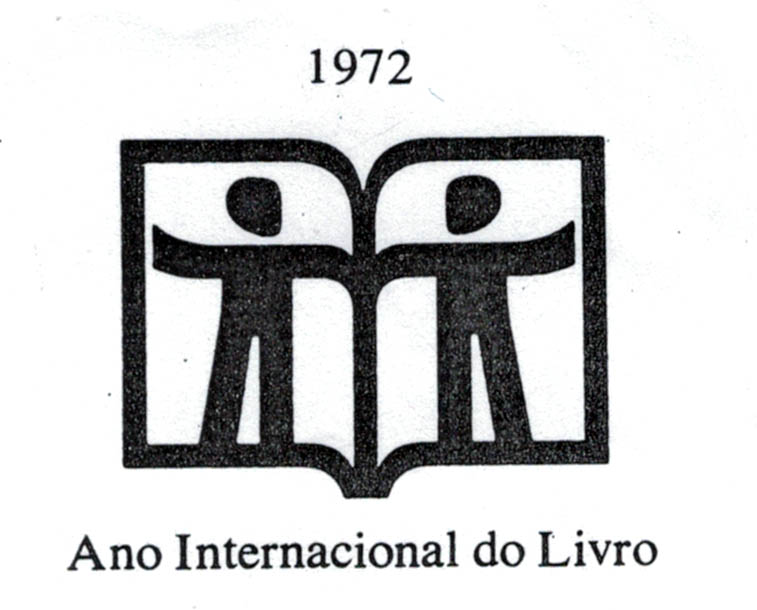
Logotipo.

El año 1972 fue proclamado por las Naciones Unidas y hecha efectiva por la UNESCO , el Año Internacional del Libro .
En el Año Internacional del Libro, el Dr. Park Byeongseon, quien trabajó como bibliotecario en la Biblioteca Nacional de Francia, reconoció públicamente al jikji como el libro existente más antiguo impreso con tipos móviles de metal.

## Historia

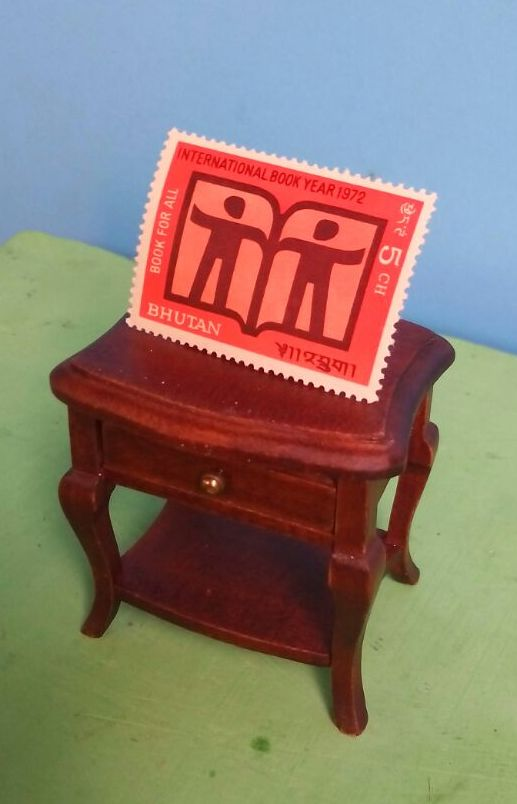
Sello postal conmemorativo

El anuncio fue establecido oficialmente en 1970 por  la Asamblea General de la UNESCO. La causa de la proclamación era aumentar el acceso a los libros. El logotipo del evento fue muy celebrada por la filatelia , ya que varios países han emitido sellos postalis.